# 水野正重
水野 正重（みずの まさしげ）は、戦国時代から江戸時代初めにかけての武将。徳川氏家臣。初名は清久。

## 生涯
天文14年（1545年）、水野清信の二男として生まれる。父・清信は、水野清忠の長男である清重の子で、没年は不明だが29歳で戦死したという。
永禄3年（1560年）、当時16歳の正重は水野信元に属して桶狭間の戦いに参戦する。正重はこの戦いで一番首を獲り、これを聞いた徳川家康に召されて、その側に仕えることとなった。
永禄6年（1563年）、三河一向一揆が勃発する。永禄7年（1564年）1月、小豆坂の戦いが起きたが、この時、前夜まで家康のもとにいた大見藤六郎（青見藤六）が一揆方に加わっていた。そのため、家康はその首を非常に欲しており、正重は藤六郎と戦ってその首を獲って、家康から大いに賞された。
永禄12年（1569年）1月、今川氏真が籠もる遠江国掛川城を家康が攻めた。正重は今川方の日根野弥吉の首を獲ったものの、傷を負い、家康は外科医の丸山清林にその治療を行わせた。
元亀元年（1570年）6月の姉川の戦いでも、正重は奮戦して敵を討った。その後、織田信長が安土で家康を饗応した際、軍功ある者10人に供をさせたが、正重もその内の1人に選ばれていた。
元亀3年（1573年）の三方ヶ原の戦いでは、浜松に敗走する徳川軍の殿となり、度々取って返して敵を近づけなかった。また、天正3年（1575年）の長篠の戦いでも功を挙げている。
天正6年（1578年）に荒木村重が織田信長に背いて摂津国有岡城に籠城すると、家康は信長に援兵を出す。城内には信長に通じる者がおり、織田方はそれと協力して城を攻めようとしていたが、内通は露見していた。それを知らない織田方は堀際まで攻め寄せ、正重が一番乗りで堀を越えようとしたところ、城内から放たれた矢を受けた。矢は頸骨から肩を貫いたが、正重は退こうとせず、これを見た敵が臼を投げかけたため、正重は堀に落ちた。この時、堀に水がなかったため死なずに済んだという。
天正9年（1581年）3月、正重は高天神城の包囲に加わっていた。同月22日に城兵が打って出てきた際、正重は家康の旗本にあった水野勝成に代わって村越与左衛門と共にその陣代を務めており、敵兵の一部が勝成の陣に押し寄せてくると、大久保忠世の軍の救援もあり、それを追い払っている。
天正12年（1584年）の長久手の戦いでは、正重は鉄砲足軽を率いた。正重の部隊の足軽・杉山四郎左衛門（または杉山孫六）が森長可を撃ち倒したことで、敵陣がやや乱れ、正重は当初は単騎で、その後は馬廻の者と共に敵陣を突いて敵を敗走させた。同年6月に前田種定の籠もる尾張国蟹江城を攻めた際は、正重は大手門の際にまで攻め入って、敵の首を獲った（蟹江城合戦）。
天正18年（1590年）の小田原の陣にも加わっており、『天正十八年相州小田原御陣御備』に「御先手一組廿人宛」として「水野太郎作」の名がある。
慶長7年（1602年）9月、近江国坂田郡の内に采地1,000石を与えられた。
『寛政重修諸家譜』によると、元和3年（1617年）12月4日に京都で死去した。享年73。この他、元和7年（1621年）1月4日に77歳で死去したという説もある（後述）。
正重の跡は長男の清次（太郎作）が継ぎ、二男・義重（平右衛門）は紀州の徳川頼宣に仕えた。清次の後は、清貞、清氏と続くが、清氏の時に後嗣なく、家が絶えることとなった。

### 晩年に関する異説
『南紀徳川史』に記載の家譜には、元和5年（1619年）、正重は徳川頼宣に付けられて、二男・義重と共に紀州に引越したと記されている。それによると、正重は紀州で6,000石を与えられ、元和6年（1620年）に病気のため隠居して義重に家督を譲ると、隠居料として新知1,000石を与えられたという。その後、元和7年（1621年）1月4日に、京都で死去したとされている。